# Reichartshausen

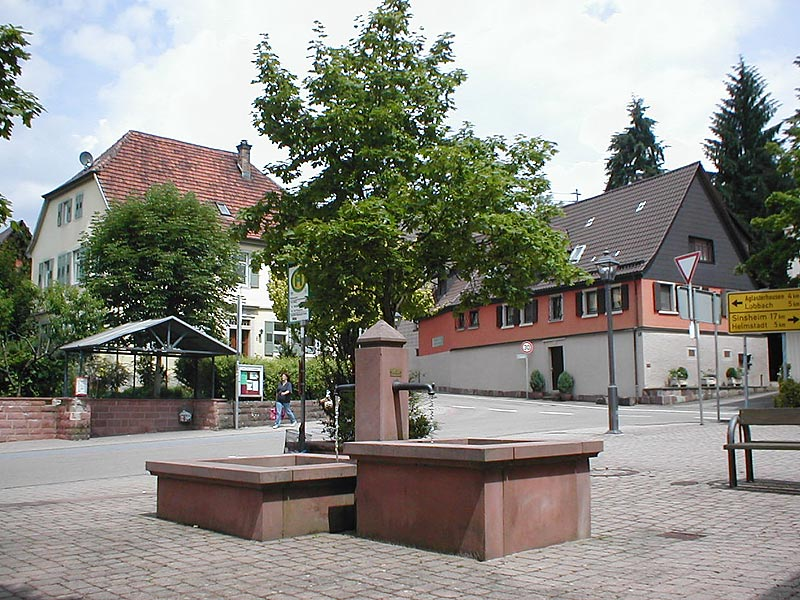
Ortsmitte mit Dorfbrunnen

Reichartshausen ist eine Gemeinde mit etwa 2150 Einwohnern im Rhein-Neckar-Kreis in Baden-Württemberg. Sie gehört dem Gemeindeverwaltungsverband Waibstadt und der Tourismusregion Brunnenregion an. Seit Oktober 2023 führt die Gemeinde die Zusatzbezeichnung „Centgemeinde“.

## Geografie

### Lage und Naturraum
Reichartshausen liegt im Übergangsgebiet von Kraichgau und Odenwald, im sogenannten Kleinen Odenwald, im Norden von Baden-Württemberg, etwa 15 km von Sinsheim entfernt. Nachbarorte sind Schönbrunn im Norden, Aglasterhausen im Osten, Helmstadt-Bargen im Südosten, Epfenbach im Südwesten und Lobbach im Westen.
Die Gemarkung erstreckt sich zwischen 196 und 380 Metern Höhe und umfasst 1000 Hektar. Davon sind 12,6 Prozent Siedlungs- und Verkehrsfläche, 47,0 Prozent werden landwirtschaftlich genutzt und 39,7 Prozent sind bewaldet.
Reichartshausen hat Anteil am Landschaftsschutzgebiet Neckartal I – Kleiner Odenwald. Die reliefreiche Mittelgebirgslandschaft wurde 2002 aufgrund ihrer Schönheit, Vielfalt und Eigenart unter Schutz gestellt und gehört zum Naturpark Neckartal-Odenwald.

### Gemeindegliederung
Zu Reichartshausen gehören die Häuser Reichartshauser Jagdhaus und Reichartshauser Mühle (Hacksmühle).

## Geschichte

### Frühe Geschichte
Reichartshausen wurde im Jahre 1100 in Sinsheimern Jahrbüchern als Richardshusen erstmals urkundlich erwähnt, die Gründung des Ortes datiert vermutlich jedoch in alemannische Zeit zurück. Das Dorf war Sitz des Zentgerichts der sogenannten Reichartshauser oder Stüber Zent und kam mit dieser, nach kriegerischen Auseinandersetzungen, 1367 zur Kurpfalz und wurde dem Unteramt Dilsberg unterstellt, das später zum Oberamt Heidelberg gehörte. Die Ortsherrschaft wechselte vielfach. Ab 1522 hält die Reformation Einzug in Reichartshausen. 1688 wurde der Ort während des Pfälzischen Erbfolgekrieges zerstört. 1780 fand im Cent die letzte Hinrichtung statt.

### 19. Jahrhundert bis heute
1803 gelangte Reichartshausen zu Baden, wo es 1810 dem Bezirksamt Neckarbischofsheim und 1864 dem Bezirksamt Sinsheim eingegliedert wurde.
Während des Zweiten Weltkrieges übergab Wilhelm Stumpf die Gemeinde an die Amerikaner, weswegen der Ort vor größerer Zerstörung bewahrt wurde und die Besatzer ihn schließlich als Bürgermeister einsetzten. 1939 wurden 829 Einwohner gezählt, Ende 1945 waren es 989.
Im Zuge der baden-württembergischen Kreisreform wurden 1973 der Landkreis Sinsheim aufgelöst und die Gemeinde dem neugebildeten Rhein-Neckar-Kreis angegliedert. Reichartshausen schloss sich dem Gemeindeverwaltungsverband Waibstadt an. Das Wachstum der Gemeinde war begleitet von Infrastrukturmaßnahmen wie dem Bau eines Freibades, einer Festhalle und eines Jugendzeltplatzes.
1999 begann man mit dem Bau des Wohngebietes Hiehl III. Im Jahr 2000 wurde das 900-jährige Jubiläum der ersten urkundlichen Erwähnung gefeiert. 2004 hatte Reichartshausen erstmals mehr als 2000 Einwohner. Im Jahr 2005 fanden Straßen- und Platzsanierungen im Bereich des „Hornbergs“ statt. Zwischen 2006 und 2007 entstand das Wohngebiet Im Trieb-Krummenacker. Im darauffolgenden Jahr wurde der Naturfriedhof „Ruhehain unter den Eichen“ eingeweiht. Der Ortskern wurde 2012 saniert. Im Jahr 2013 wurde der Naturfriedhof erweitert. Die grundsanierte Turn- und Kulturhalle „Centrum“ wurde 2015 eingeweiht. Die zweite Erweiterung des Naturfriedhof „Ruhehain unter den Eichen“ erfolgte 2019. Im darauffolgende Jahr begannen die Erschließungsarbeiten für das neue Wohngebiet „Bettelsmannklinge“ statt. 2021 startete die Firma BBV den Glasfaserausbau im ganzen Ort. Im selben Jahr fand die Einweihung des neuen Baugebietes „Bettelsmannklinge“ statt. Die Glasfaserarbeiten in der Gemeinde wurden 2022 erfolgreich abgeschlossen. Die Bauarbeiten zum Landessanierungsprogramm „Ortskern II“ starteten im Sommer 2023. Im gleichen Jahr wurde der Gemeinde die Zusatzbezeichnung „Centgemeinde“ verliehen. Seit November 2023 gibt es in Reichartshausen einen tegut... teo Lebensmittelladen.
Zusatzbezeichnung „Centgemeinde“
Der Gemeinde wurde im Oktober 2023 durch das Innenministerium die Zusatzbezeichnung der „Centgemeinde“ verliehen. Die Zusatzbezeichnung ist zurückzuführen auf die historische Vergangenheit der Gemeinde als Sitz eines sogenannten Zents oder Cents. Der Name Zent/Cent bezeichnete einen Gerichts- und Verwaltungsbezirk in der Zeit des Mittelalters. Mehrere Gemeindeliegenschaften in Reichartshausen besitzen mittlerweile bezugnehmende Namen aus der früheren Zeit, z. B. die Mehrzweckhalle „Centrum“ oder der „Centsaal“ im Rathaus.
| Jahr      | 1871 | 1890 | 1910 | 1939 | 1950 | 1961 | 1970 | 1987 | 1991 | 1995 | 2000 | 2005 | 2010 | 2015 | 2020 |
| --------- | ---- | ---- | ---- | ---- | ---- | ---- | ---- | ---- | ---- | ---- | ---- | ---- | ---- | ---- | ---- |
| Einwohner | 803  | 861  | 888  | 829  | 1221 | 1226 | 1457 | 1611 | 1719 | 1811 | 1853 | 2029 | 2035 | 2085 | 2106 |

## Religionen
1522 wurde in Reichartshausen die Reformation eingeführt. Erst durch den Zuzug von Heimatvertriebenen nach dem Zweiten Weltkrieg stieg der katholische Anteil der Bevölkerung, so dass 1966 die Kirche auf dem Hornberg gebaut werden konnte. Die evangelische Gemeinde gehört zum Kirchenbezirk Kraichgau der Evangelischen Landeskirche in Baden und die katholische Gemeinde zur Seelsorgeeinheit Waibstadt im Dekanat Kraichgau des Erzbistums Freiburg.

## Politik

### Gemeinderat
Der Gemeinderat in Reichartshausen besteht aus den 12 gewählten ehrenamtlichen Gemeinderäten und dem Bürgermeister als Vorsitzendem. Der Bürgermeister ist im Gemeinderat stimmberechtigt.
Die Kommunalwahl am 9. Juni 2024 führte zu folgendem Ergebnis:
| Parteien und Wählergemeinschaften | Parteien und Wählergemeinschaften                                       | % 2024  | Sitze 2024 | % 2019 | Sitze 2019 | Kommunalwahl 2024 %6050403020100 54,93 % (+3,53 %p)33,79 % (+8,49 %p)11,28 % (+0,98 %p)n. k. % (−13 %p) FWVCDUFDPSPD20192024 |
| FWV                               | Freie Wählervereinigung                                                 | 54,93   | 7          | 51,4   | 6          | Kommunalwahl 2024 %6050403020100 54,93 % (+3,53 %p)33,79 % (+8,49 %p)11,28 % (+0,98 %p)n. k. % (−13 %p) FWVCDUFDPSPD20192024 |
| CDU/LMU                           | Christlich Demokratische Union Deutschlands und Liste Mensch und Umwelt | 33,79   | 4          | 25,3   | 3          | Kommunalwahl 2024 %6050403020100 54,93 % (+3,53 %p)33,79 % (+8,49 %p)11,28 % (+0,98 %p)n. k. % (−13 %p) FWVCDUFDPSPD20192024 |
| FDP                               | Freie Demokratische Partei                                              | 11,28   | 1          | 10,3   | 1          | Kommunalwahl 2024 %6050403020100 54,93 % (+3,53 %p)33,79 % (+8,49 %p)11,28 % (+0,98 %p)n. k. % (−13 %p) FWVCDUFDPSPD20192024 |
| SPD                               | Sozialdemokratische Partei Deutschlands                                 | –       | –          | 13,0   | 2          | Kommunalwahl 2024 %6050403020100 54,93 % (+3,53 %p)33,79 % (+8,49 %p)11,28 % (+0,98 %p)n. k. % (−13 %p) FWVCDUFDPSPD20192024 |
| gesamt                            | gesamt                                                                  | 100,0   | 12         | 100,0  | 12         | Kommunalwahl 2024 %6050403020100 54,93 % (+3,53 %p)33,79 % (+8,49 %p)11,28 % (+0,98 %p)n. k. % (−13 %p) FWVCDUFDPSPD20192024 |
| Wahlbeteiligung                   | Wahlbeteiligung                                                         | 70,91 % | 70,91 %    | 64,7 % | 64,7 %     | Kommunalwahl 2024 %6050403020100 54,93 % (+3,53 %p)33,79 % (+8,49 %p)11,28 % (+0,98 %p)n. k. % (−13 %p) FWVCDUFDPSPD20192024 |

### Bürgermeister
Bürgermeister ist seit Dezember 2018 Gunter Jungmann. Der Parteilose war bei der Wahl am 30. September 2018 als einziger Kandidat angetreten und hatte 96,5 Prozent der Stimmen erhalten. Vorgänger Otto Eckert, der seit 1994 amtiert hatte, hatte auf eine erneute Kandidatur verzichtet.

### Wappen
Die Blasonierung des Wappens lautet: In Silber auf grünem Schildfuß ein rotes Haus, der Mittelteil turmartig erhöht und mit schwarzem Kreuz auf dem spitzen Dach.
Das Wappen, das 1901 vom Generallandesarchiv vergeben wurde, geht zurück auf ein Gerichtssiegel, das seit 1752 nachweisbar ist. Die Bedeutung ist nicht geklärt. Es könnte als redendes Wappen auf den Ortsnamen hinweisen. Eine andere Deutung wäre eine Symbolisierung für das Rathaus, in dem das Zentgericht tagte.
Die Flagge ist Grün-Weiß und wurde 1956 vom Innenministerium verliehen.

### Partnerschaften
Reichartshausen pflegt seit 3. Oktober 1990 partnerschaftliche Beziehungen zum Ortsteil Neudorf/Spree der Gemeinde Malschwitz in Sachsen.
Regelmäßige Veranstaltungen
- Als mittlerweile „markantes“ Highlight gilt der 4. Sonntag im Oktober (Kerwe) mit seiner „Schauhinrichtung“, welche vom Centeni Comite durchgeführt wird.
- Reichartshäuser Weihnachtsmarkt (jedes Jahr am zweiten Adventswochenende)

## Kultur und Sehenswürdigkeiten

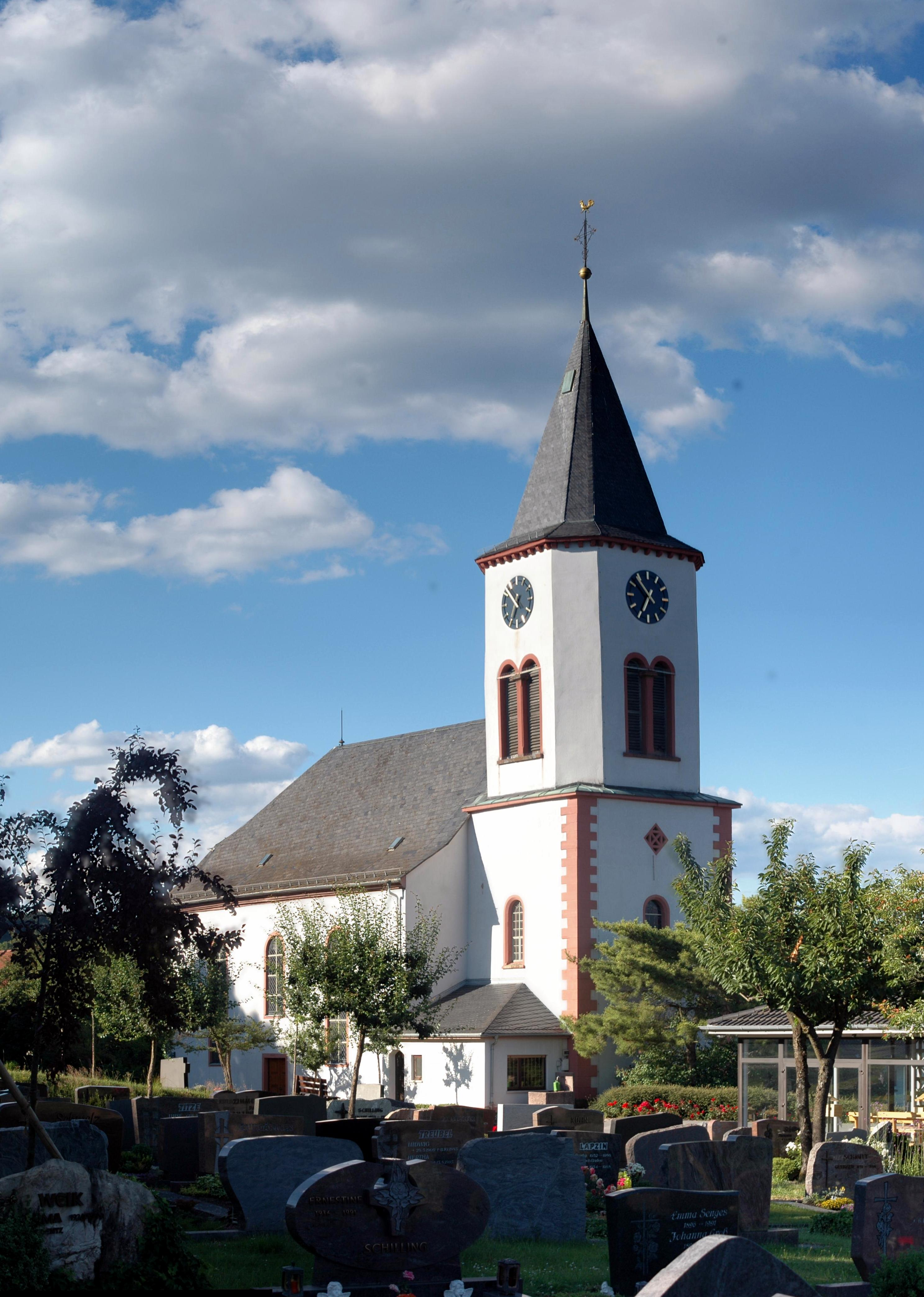
Evangelische Kirche (2014)

Die evangelische Kirche stammt von 1772 und wurde 2000 renoviert. Sehenswert ist die barocke Kanzel der Kirche, der Innenraum ist mit schlichten Gemälden weiterer Kirchen der Umgebung geschmückt. Zum 250-jährigen Jubiläum der Kirchengemeinde wurde die evangelische Kirche erneut renoviert.

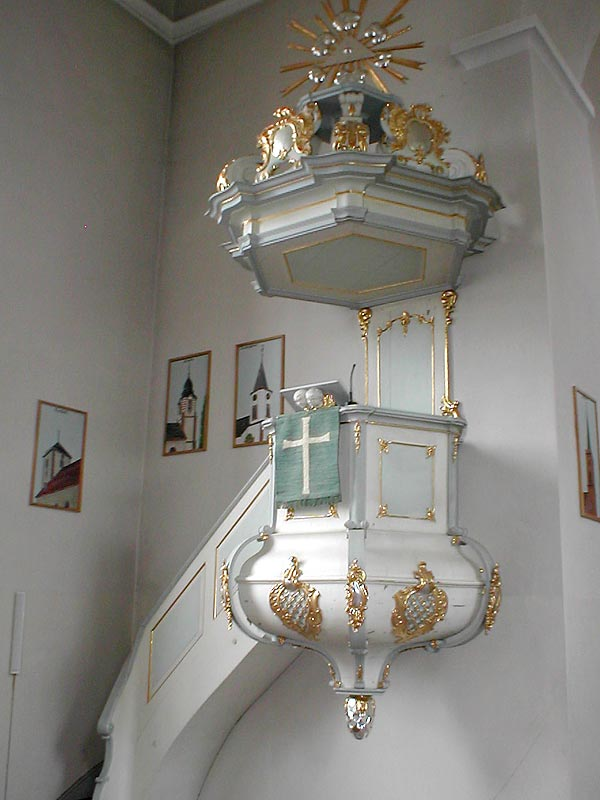
Kanzel in der Kirche

Die Ortsmitte von Reichartshausen wird geprägt von mehreren, teils historischen Brunnen, die vom barocken Pfarrhaus und weiteren ebenso barocken Gebäuden umgeben sind.
Das Rathaus ist ein außerhalb des historischen Siedlungskerns errichteter moderner Zweckbau, das Schulhaus wurde 1891 errichtet und 1950 erweitert. 2003 wurde das grundsanierte Rathaus mit Dienstleistungszentrum KOMM-IN eröffnet.
Die Karl-Ludwigs-Eiche soll der Überlieferung nach auf Kurfürst Karl Ludwig zurückgehen. Er steckte um 1650 bei einem Jagdausflug eine Eichel in den Boden, nachdem sie ihm auf das Essen gefallen sein soll. In Reichartshausen gibt es neben mehreren Wanderwegen auch einen Waldzeltplatz. Bis vor einigen Jahren gab es in Reichartshausen auch einen schönen Park, in welchem die historische Galgensäule stand. Dieser wurde aber im Zuge der „Dorfgerechten Ortskernsanierung“ verkauft.
Der im Gemeindewald Reichartshausen angelegte überregionale Naturfriedhof „Ruhehain unter den Eichen“ ist einer der ersten seiner Art in der Metropolregion und wird in Eigenregie der Gemeinde geführt.
Auf dem Mehrgenerationenplatz an der CentGrundschule Reichartshausen gibt es verschiedene Möglichkeiten sich fit zuhalten. Es gibt verschiedene Sportgeräte die den kompletten Bereich des Körpers abdecken. Neben den Sportgeräten befindet sich dort auch eine Boulebahn und ein Pavillon. Für Kinder gibt es dort auch ein Klettergerüst, eine Slackline und eine Murmelbahn.
Ein weiteres Highlight der Gemeinde ist das mit Holzhackschnitzeln umweltfreundliche beheizte Freibad. Das Freibad öffnet jedes Jahr am 1. Mai. Das große 50 m Hauptbecken ist in einen Schwimmer- und Erlebnisbereich untergliedert. Hauptattraktion sind die Wellenrutsche, Wasserblubber, Massagedüsen und ein Wasserspeier. Neben den Attraktionen im Wasser verfügt das Freizeitbad über ein Beachvolleyballfeld, Tischtennisplatten und ein Spielplatz.

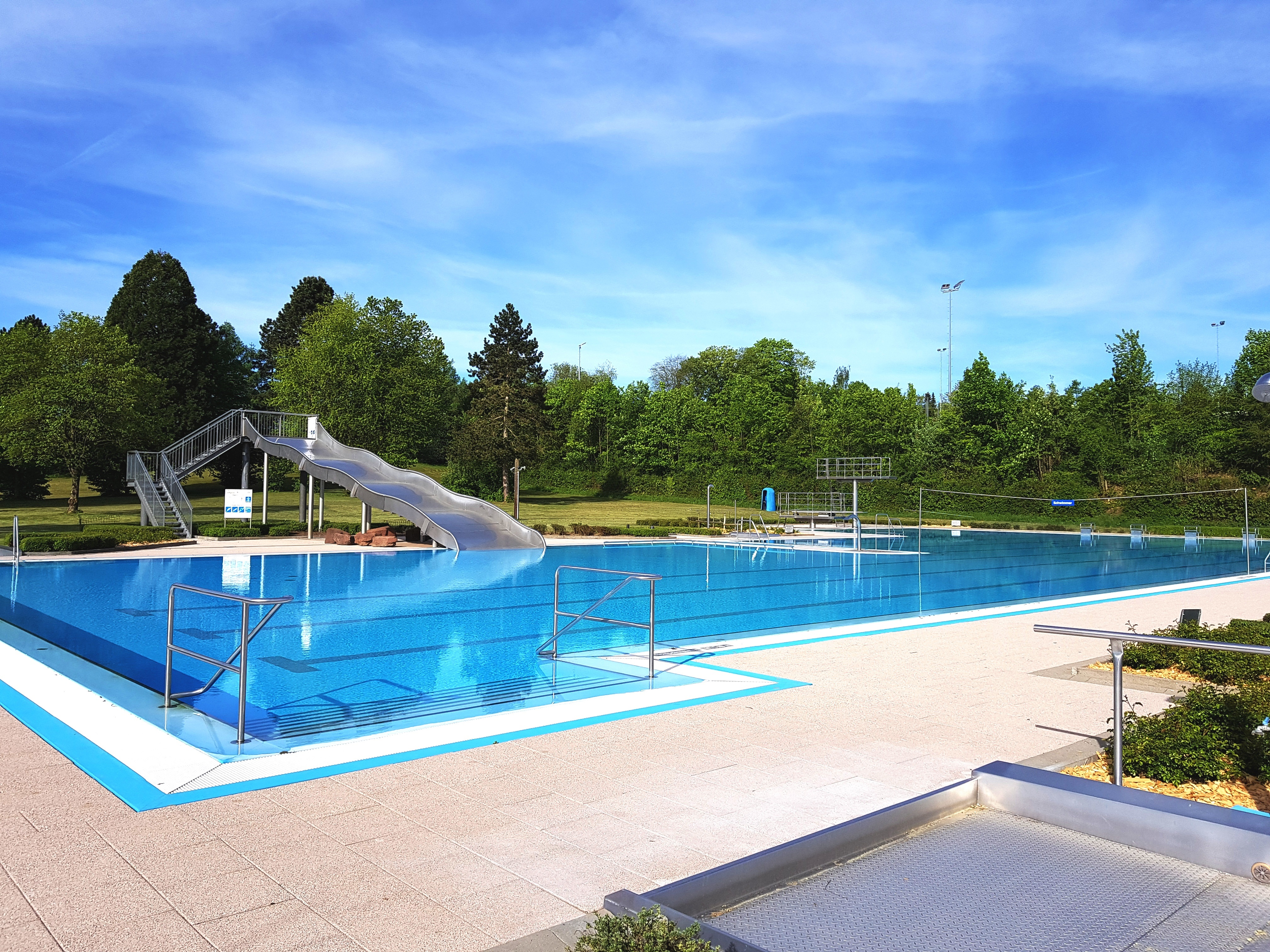
Freibad
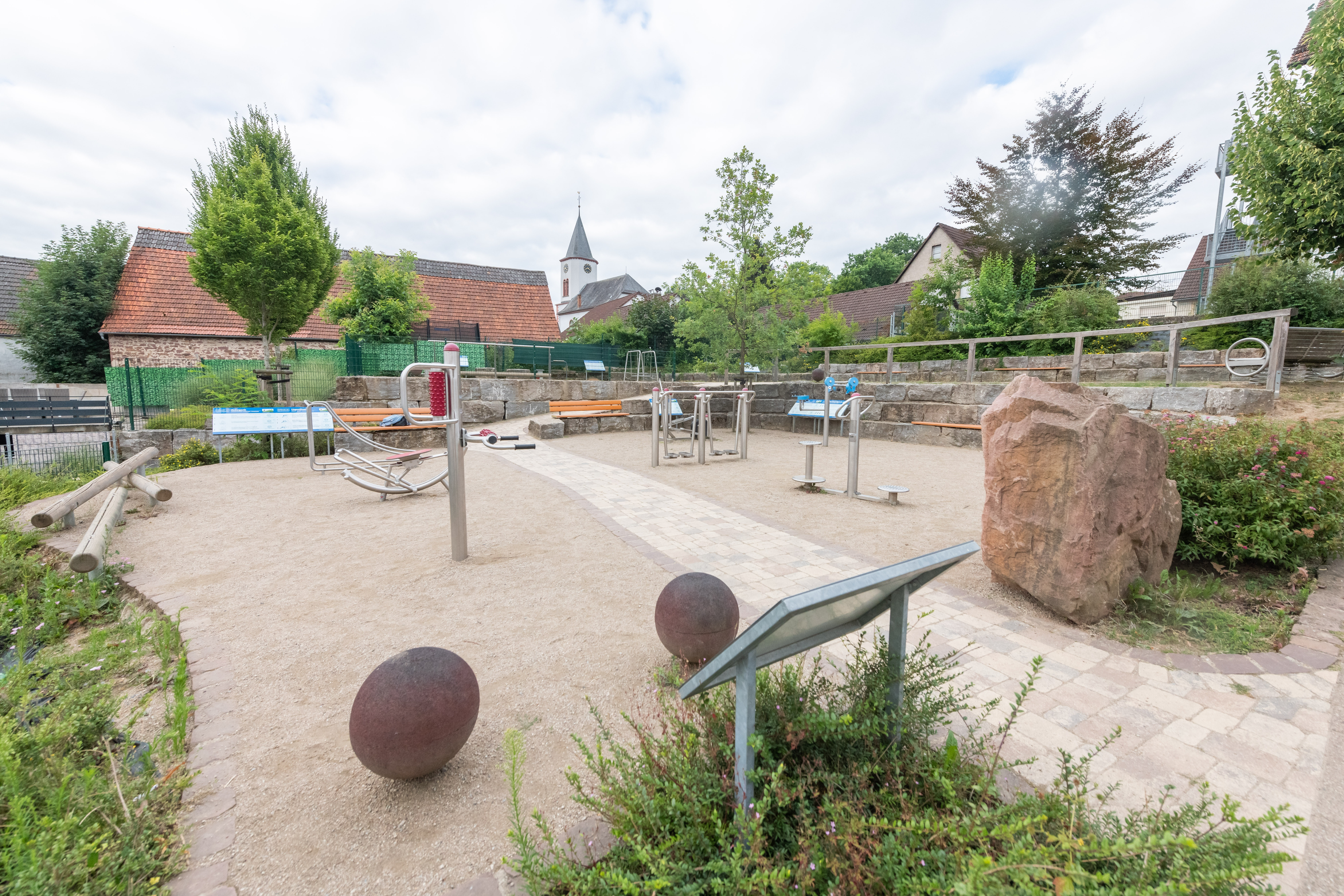
Mehrgenerationenplatz
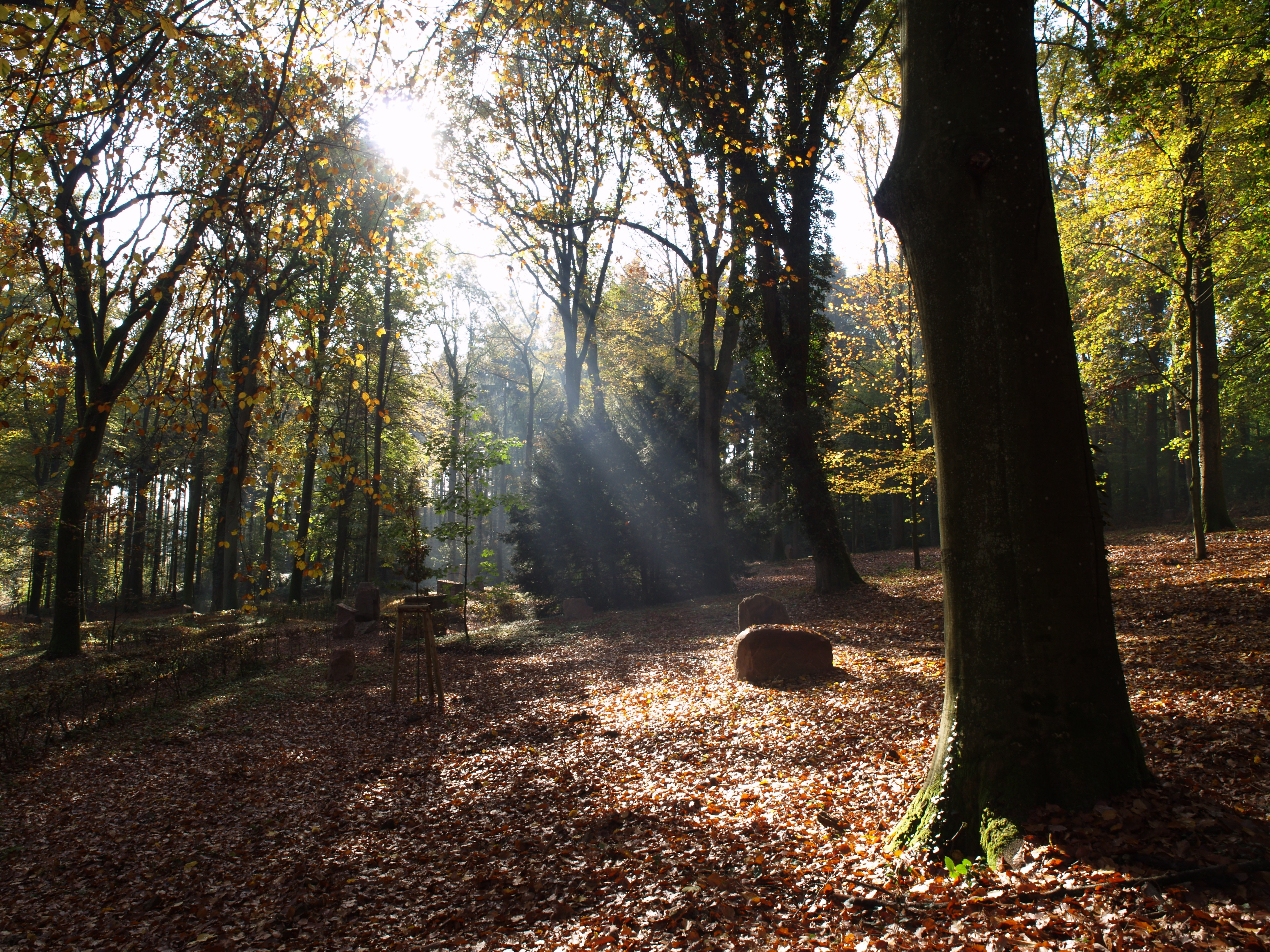
Ruhehain unter den Eichen
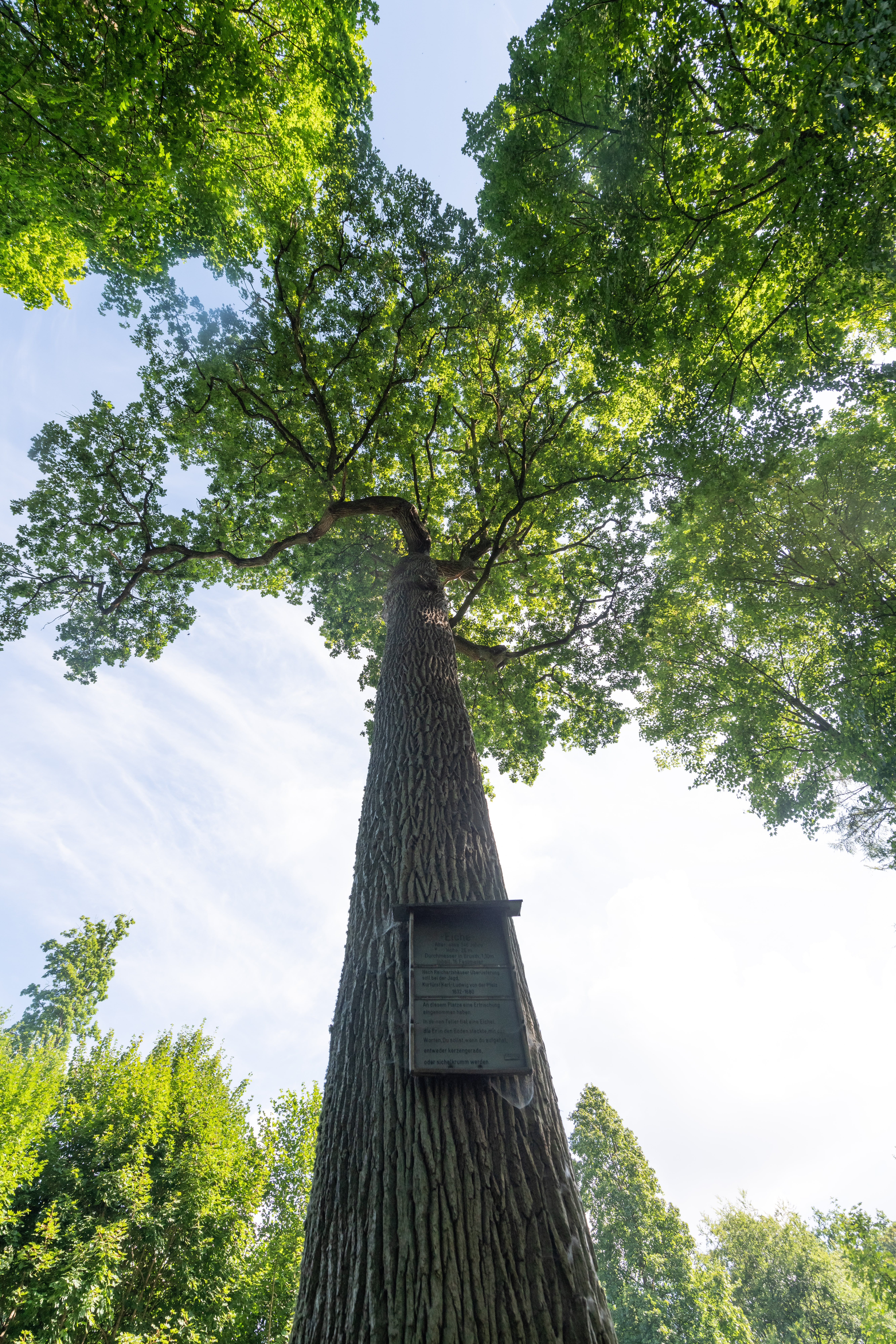
Karl-Ludwig-Eiche
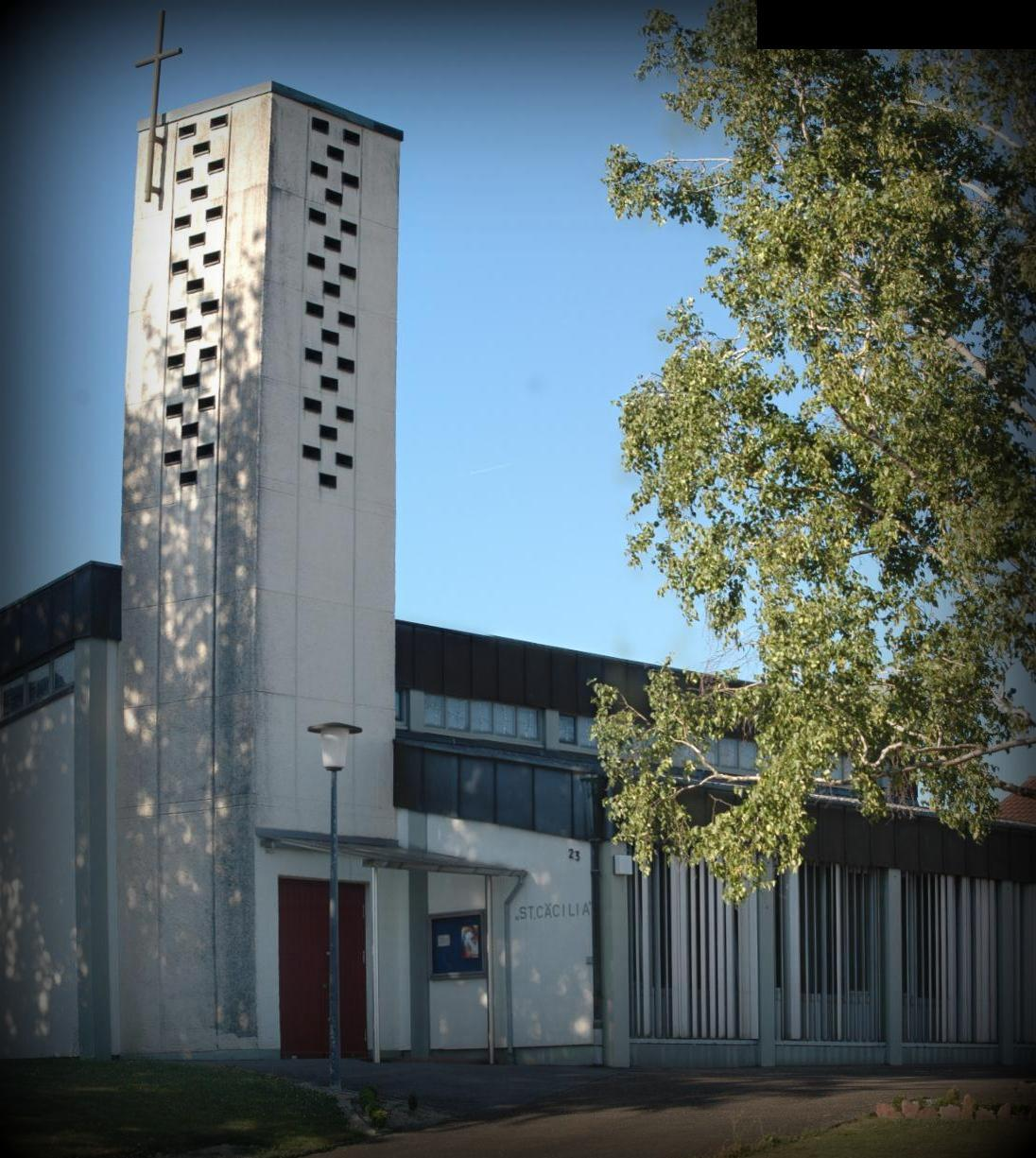
Katholische Kirche St. Cäcilia

## Wirtschaft und Infrastruktur

### Verkehr
Südöstlich von Reichartshausen verläuft die Bundesstraße 292, die über Sinsheim Anschluss an die A 6 herstellt. In die umliegenden Ortschaften führen Buslinien. Reichartshausen gehört zum Tarifgebiet des Verkehrsverbunds Rhein-Neckar.

### Medien
Über das lokale Geschehen berichtet die Rhein-Neckar-Zeitung. Das Nachrichtenblatt des Gemeindeverwaltungsverbandes Waibstadt erscheint wöchentlich.

### Bildung
In Reichartshausen gibt es eine Grundschule, eine evangelische öffentliche Bücherei und eine Außenstelle der Volkshochschule Sinsheim. Es gibt zwei Kindergärten. Weiterführende Schulen können in Epfenbach, Waibstadt und Neckarbischofsheim besucht werden.

## Persönlichkeiten
- Eberhard Zimmermann, Ehrenbürger, ehem. Bürgermeister
- Otto Eckert, Ehrenbürger, ehem. Bürgermeister